# Ophiacantha enopla
Ophiacantha enopla is een slangster uit de familie Ophiacanthidae.
De wetenschappelijke naam van de soort werd in 1885 gepubliceerd door Addison Emery Verrill.